# حي الخالدية (حمص)
حي الخالدية هو من الأحياء العريقة في مدينة حمص السورية، سُمي بهذه التسمية نسبة إلى خالد بن الوليد ويقال أنه نسبا إلى بني خالد، وكان بجانب المسجد مقبرة قام محافظ المدينة (مصطفى رام الحمداني) بإلغائها في أواخر الخمسينات من القرن العشرين وتجميل المنطقة حول المسجد كما يوجد فيه العديد من المدراس والمساجد والحدائق والمرافق الخدمية الأخرى. يتميز بقربه من أسواق مدينة حمص القديمة منها والحديثة ويبعد عنها قرابة 500 متر.